# فيفيان إل. بيج
فيفيان إل. بيج (بالإنجليزية: Vivian L. Page)‏ هو سياسي أمريكي، ولد في 1 يونيو 1894 في نورفولك في الولايات المتحدة، وتوفي بنفس المكان في 21 يونيو 1962. حزبياً، نشط في الحزب الديمقراطي. وقد انتخب عضو مجلس ولاية فرجينيا.